# Messier 9
Messier 9 este un obiect ceresc care face parte din Catalogul Messier, întocmit de astronomul francez Charles Messier.